# Pierre Mabille
Pierre Mabille (Reims, 2 de agosto de 1904-París, 13 de octubre de 1952) fue un médico y escritor francés. Profesor de la Escuela de Antropología de París, fue próximo a André Breton, al surrealismo y, en particular, médico de Man'ha Garreau-Dombasle. Fue seguidor del hermetismo y defensor de la imaginación, y sus obras se sitúan en el cruce de la antropología, la sociología, la poesía y la medicina. Descrito por André Breton como un “hombre de grandes consejos”, en sus libros intenta un acercamiento a la totalidad del hombre y de las civilizaciones.

## Biografía
Médico como su padre, a sus 21 años ejerce de médico clínico en varios hospitales de París. Su gran curiosidad intelectual lo lleva de la medicina hasta un amplio saber enciclopédico, de las matemáticas y la física al esoterismo.
En 1934, encuentra a los surrealistas, colabora en su revista Minotaure, formando parte desde 1937 del comité de redacción, junto a André Breton, Paul Éluard, Marcel Duchamp y Heine.
Buscado por la policía de Vichy, embarca en 1940 en Marsella rumbo a Orán y a otros destinos hasta llegar a Haití, donde aportará su saber médico en la mejora del régimen sanitario, y lo ampliará con el estudio de las culturas animistas del país, llegando con el vudú a una visión africana del mundo que contrasta con el etnocentrismo occidental.
Regresa a París en 1945, donde muere en 1952 cuando estaba trabajando en su despacho médico.

## Obra
De entre sus múltiples escritos sus obras principales son las siguientes:
- La Constitution de l'homme (1936), síntesis a la búsqueda de una nueva concepción del mundo agotada ya la concepción cristiana inspiradora de nuestra civilización;
- Egrégores, ou la vie des civilisations (1936), balance de la civilización cristiana cuyo actual derrumbe alumbrará el amanecer de una nueva sociedad humana (traducido en castellano como Egrégores o la vida de las civilizaciones, Editorial Octaedro, 2007);
- Thérèse de Lisieux (1937), cómo la máquina religiosa y familiar van a la par para anular el deseo de vivir;
- Le miroir du merveilleux (1940), fresco antológico, viaje iniciático a través de cuentos, leyendas y textos (traducido en castellano como El espejo de lo maravilloso, Ediciones Atalanta, 2024).[4][5][6][7][8][9][10]

## Edición en castellano
- El espejo de lo maravilloso. Prólogo de André Breton, cartoné, 416 páginas, colección Imaginatio vera. Vilaür: Ediciones Atalanta. 2024. ISBN 978-84-128423-0-2.
- Egrégores o la vida de las civilizaciones. Rústica, 192 páginas, colección Límites. Editorial Octaedro. 2007. ISBN 978-84-8063-906-4.